# Claude Stratz
Claude André Stratz (* 7. Mai 1946 in Zürich; † 4. April 2007 in Paris) war ein Schweizer Regisseur, der in Genf und Paris über 30 Theater- und Opernaufführungen inszenierte.

## Leben und Werk
Stratz studierte in Genf Psychologie. Nach Studienabschluss war er Assistent des Psychologieprofessors Jean Piaget. Zu Beginn der 1970er Jahre besuchte er Kurse am Genfer Konservatorium und spielte am Nouveau Théâtre de Poche in Genf. Zwei Inszenierungen machten ihn sehr bekannt: Die Bakchen von Euripides 1975 und ein Jahr später Tamerlan nach Christopher Marlowe. 1978 führte er "Woyzeck" von Georg Büchner auf.

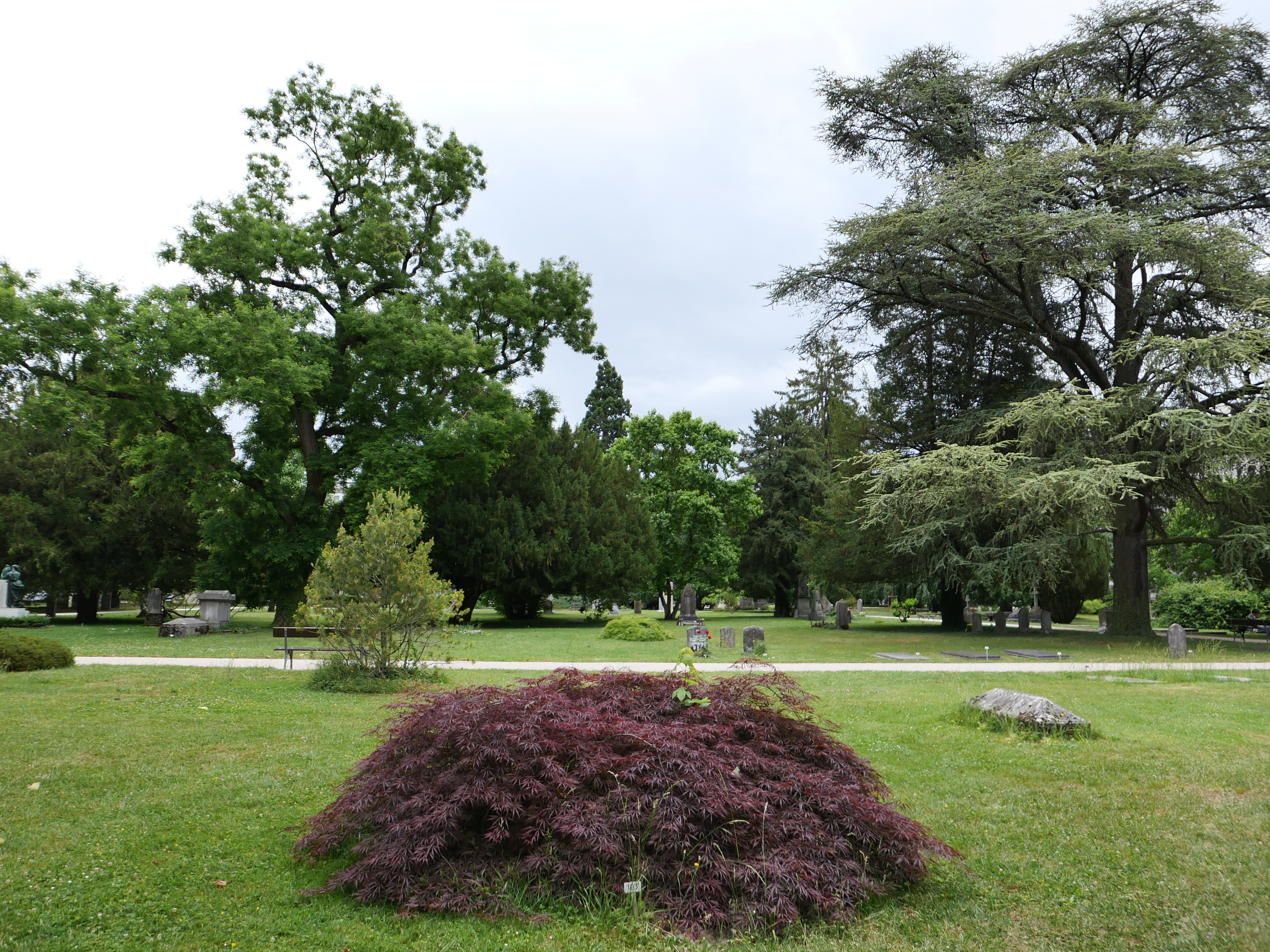
Stratz' Grab

1981 bis 1988 war er Regieassistent am Théâtre des Amandiers in Nanterre. Während dieser Periode führte er Regie in zwei Aufführungen für die Comédie de Genève: Le Legs und L'Epreuve von Marivaux im 1985, dann Le Suicidé von Nicolaj Erdmann im 1987. 1988 folgte er Benno Besson als Direktor der Comédie de Genève. Seine Theaterprogrammation war ein Sprungbrett für junge Talente (z. B. Omar Porras). 1989 inszenierte er "Chacun son idée" von Pirandello, 1990 Julius Cäsar von Shakespeare und 1992 Le Pain dur von Paul Claudel. 1999–2001 leitete er die École supérieure d'art dramatique am Genfer Konservatorium.
2001 wurde er zum Leiter des Conservatoire d'art dramatique in Paris berufen. Dieses Amt hatte er bis zu seinem Tod inne.
Ausserhalb des französischen Sprachraums gastierte er 2004 mit der Inszenierung Der eingebildete Kranke von Molière.
Stratz ist auf dem Cimetière des Rois begraben, der als Genfer Pantheon gilt.